# Elárulva (televíziós sorozat, 2020)
Az Elárulva (eredeti cím: Sadakatsiz) 2020 és 2022 között vetített főműsoridős török televíziós sorozat, főszereplői Cansu Dere és Caner Cindoruk. 
Törökországban a sorozatot 2020. október 7-től 2022. május 25-ig sugározta a Kanal D, Magyarországon az első évadot 2021. szeptember 15-től december 23-ig sugározta a Super TV2, a második évadot fél év szünet után, 2022. július 4-től vetítette a csatorna. A sorozat befejező része Magyarországon 2022. október 10-én került képernyőre. 
A sorozat a Doctor Foster című angol drámasorozaton alapszik.

## Történet
Asya boldog házasságban él férjével, Volkannal, akivel közösen nevelik fiúkat, Alit. Látszólag ők a tökéletes család, de nem minden az, aminek látszik. Asya egy nap gyanakodni kezd, hogy férjének szeretője van. A nő annyira elkeseredik, hogy addig nem nyugszik, amíg ki nem deríti az igazságot. Már legjobb barátaiban sem bízik meg.

## Szereplők és magyar hangjaik
| Szereplő neve      | Színész(nő)          | Magyar hangja          |
| ------------------ | -------------------- | ---------------------- |
| Asya Yılmaz        | Cansu Dere           | Németh Borbála         |
| Volkan Arslan      | Caner Cindoruk       | Zöld Csaba             |
| Derin Güçlü Arslan | Melis Sezen          | Bálint Adrienn         |
| Aras Ateşoğlu      | Berkay Ateş          | Bognár Tamás           |
| Asya Günalan       | Bennu Yıldırımlar    |                        |
| Haluk Güçlü        | Burak Sergen         | Albert Péter           |
| Derya Samanlı      | Özge Özder           | Ősi Ildikó             |
| Bahar Gelik        | Yeliz Kuvancı        | Andrádi Zsanett        |
| Altan Saygıner     | Mahmut Gökgöz        | Karsai István          |
| Serap Şenlik       | Olcay Yusufoğlu      | Kelemen Kata           |
| Gönül Güçlü        | Gözde Seda Altuner   | Mezei Kitty            |
| Nil Tetik          | Nazlı Bulum          | Hermann Lilla          |
| Selçuk Dağcı       | Tarık Emir Tekin     | Egressy G. Tamás       |
| Ali Arslan         | Alp Akar             | Baráth István          |
| Cavidan            | Meltem Baytok        |                        |
| Nevin              | Zerrin Nişancı       | Kovács Nóra            |
| Faruk Günçay       | Onur Berk Arslanoğlu |                        |
| Pelin              | Gamze Büyükbaşoğlu   |                        |
| fiatal Asya        | Lydia Akkuş          |                        |
| Turgay Güngör      | Kenan Ece            | Horváth-Töreki Gergely |
| Demir Güçlü        | Doğan Can Sarıkaya   |                        |
| Zeynep Arslan      | Yaren Vera Salma     |                        |
| Melih nyomozó      | Ali İl               | Láng Balázs            |
| Didem Aktaş        | Aydan Taş            |                        |
| Nazan Günçay       | Name Önal            |                        |
| Hicran Dağcı       | Nilgün Türksever     | Szórádi Erika          |
| Mert Gelik         | Eren Vurdem          | Király Adrián          |
| Sinan Taşkıran     | Cemal Hünal          |                        |
| Saliha Arslan      | Hikmet Körmükçü      | Zsurzs Kati            |
|                    | Selçuk Borak         | Fehérváry Márton       |
| Hakan doktor       | Oktay Oy             | Tarján Péter           |

### Magyar változat
- Magyar szöveg: Frenkel Gergely
- Hangmérnök: Cs. Németh Bálint
- Vágó: Buja Sándor
- Gyártásvezető: Lajtai Erzsébet
- Szinkronrendező: Berzsenyi Zoltán
- Produkciós vezető: Gyarmati Zsolt
- Felolvasó: Zahorán Adrienne

A szinkront a TV2 Média Csoport Zrt. megbízásából a Masterfilm Digital készítette.

## Évados áttekintés
| Évad | Évad | Epizódok száma | Epizódok száma | Eredeti sugárzás     | Eredeti sugárzás | Eredeti sugárzás | Magyar sugárzás      | Magyar sugárzás    | Magyar sugárzás |
| Évad | Évad | Török          | Magyar         | Évadpremier          | Évadfinálé       | Eredeti adó      | Évadpremier          | Évadfinálé         | Magyar adó      |
| ---- | ---- | -------------- | -------------- | -------------------- | ---------------- | ---------------- | -------------------- | ------------------ | --------------- |
|      | 1.   | 31             | 78             | 2020. október 7.     | 2021. június 2.  |                  | 2021. szeptember 15. | 2021. december 23. |                 |
|      | 2.   | 29             | 71             | 2021. szeptember 29. | 2022. május 25.  | 2022. július 4.  | 2022. október 10.    |                    |                 |